# Шлейхер, Михаил
Михаи́л Шле́йхер (также Шляйхер, нем. Michael Schleicher; род. 1 октября 1975, Свердловск-44) — немецкий писатель (прозаик, эссеист, поэт), дизайнер. Как прозаик пишет на русском языке (до 2000, после 2018); несколько лет писал только на немецком языке. Сопредседатель (с Дмитрием Драгилёвым) Содружества русскоязычных литераторов Германии (СЛоГ), редактор отдела прозы журнала «Берлин.Берега».

## Биография

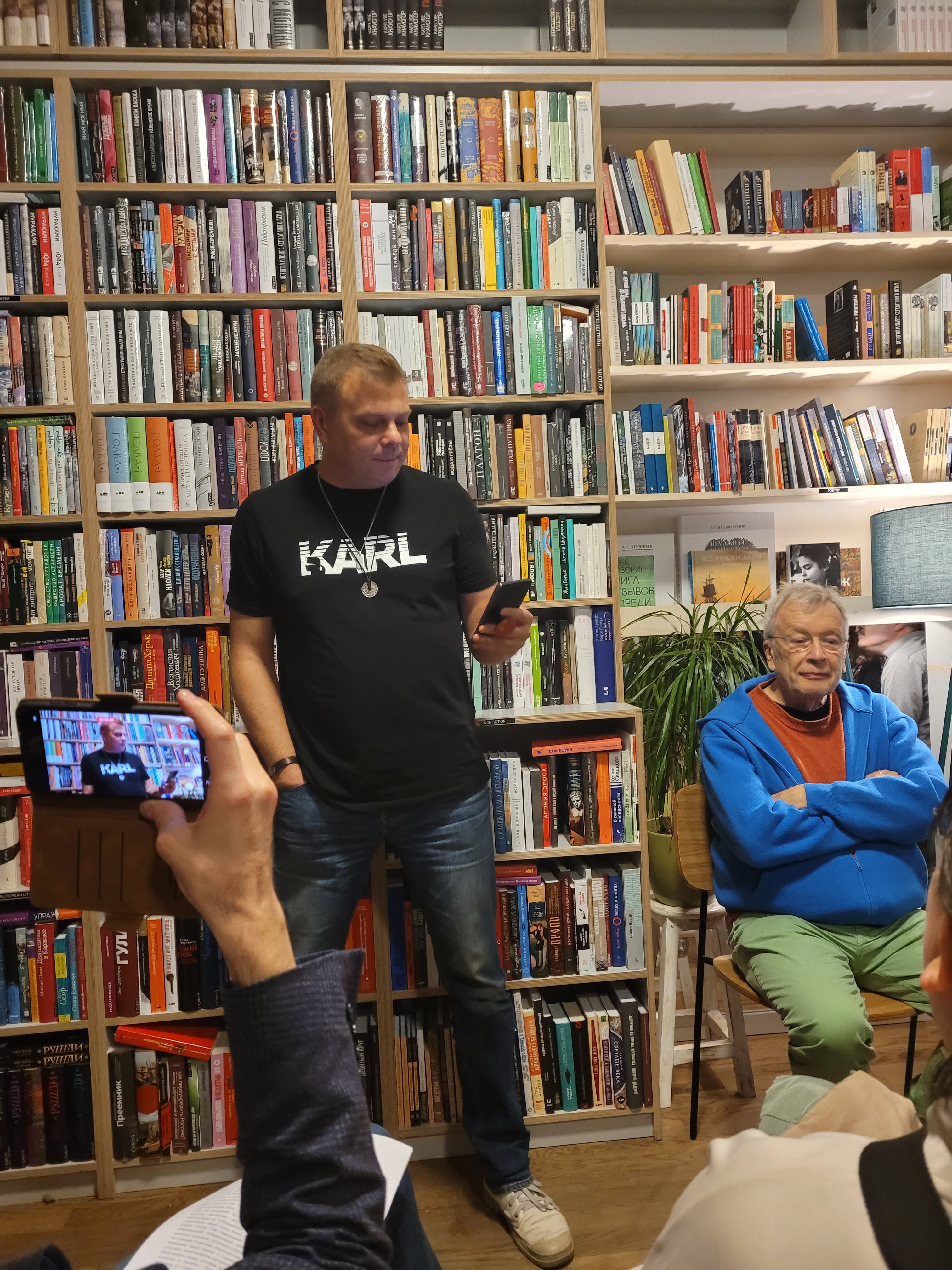
Михаил Шлейхер на презентации сборника немецких русскоязычных писателей «Берлин без маски» 25 сентября 2024 года в магазине Babel Books Berlin. Справа — Виктор Ерофеев, слева — рука со смартфоном Ильдара Харисова

Михаил Шлейхер родился 1 октября 1975 года в Свердловске-44. По собственным словам, в десятилетнем возрасте начал писать рассказы «про индейцев и космических штурмовиков». С этого времени писал как прозу, так и стихи, публиковался в городских и районных газетах. В шестнадцатилетнем возрасте «решил, что для того, чтобы красиво писать фантастику, нужно читать нефантастических авторов».
Пытался получить образование юриста и воспитателя детских дошкольных учреждений. Учился на филологическом факультете Уральского государственного университета (не окончил). Во время учёбы в университете издавал молодёжную литературную газету. Был знаком с Борисом Стругацким, Сергеем Лукьяненко, Владиславом Крапивиным.
В двадцатилетнем возрасте в 1996 году иммигрировал в Германию. Публиковался в журналах и сетевых изданиях, проходил службу в Бундесвере, работал в детском саду, в типографии, занимался упаковкой посылок, был системным администратором в компании Mobilcom.
До 2000 года публиковал прозу в журналах, сборниках и газетах на русском языке: «Неприкосновенный запас» (Москва), «Крушение барьера» (Екатеринбург), «Феникс» (Екатеринбург), «Литературный европеец» (Франкфурт-на-Майне), «Вечерний Нью-Йорк» (Нью-Йорк), «Ардоз» (Екатеринбург), «Вечерняя Москва» (Москва) и др.
В 2000 году как писатель полностью перешёл на немецкий язык, часть текстов переводил с русского на немецкий и с немецкого на русский. Выступал на немецкоязычных слэмах и литературных чтениях в Киле, Берлине, Грайфсвальде, Веймаре, Эрфурте, Хемнице и др. Публиковался в сборниках на немецком языке — Geschichten + Gerichte (Мюнхен), Schreib! (Берлин), Jüdische Zeitung (Берлин), Literaturtelefon (Киль) и др.
Прошёл обучение дизайнера цифровых СМИ и полиграфии в земле Шлезвиг-Гольштейн, работал в нескольких дизайн-студиях. В 2007 году создал собственную дизайн-студию Schleicher-Farm.com. В 2013 году, выступив в литературном шатре на Германо-российских днях, полностью прекратил писать и оставил себе как хобби только музыку.
В 2018 году, продолжая заниматься дизайном, вернулся к писательству на русском языке. С 2020 года участвовал в Берлинском русскоязычном слэме и десятках публичных чтений. Публиковался в журналах, сборниках и онлайн-изданиях: «Урал», «Крещатик», «Берлин.Берега», «Артикуляция», Kulturwelten, «40 лет без цензуры», «Берлин без маски», Schloss Moabit, «гУрУ», «ТЕКСТъ» и др.
С 2019 года — сопредседатель (с Дмитрием Драгилёвым) Содружества русскоязычных литераторов Германии (СЛоГ). Редактор отдела прозы в журнале «Берлин.Берега».
Живет в Берлине.

### Семья
- Дочь — Эмма[1].

## Участие в творческих и общественных организациях

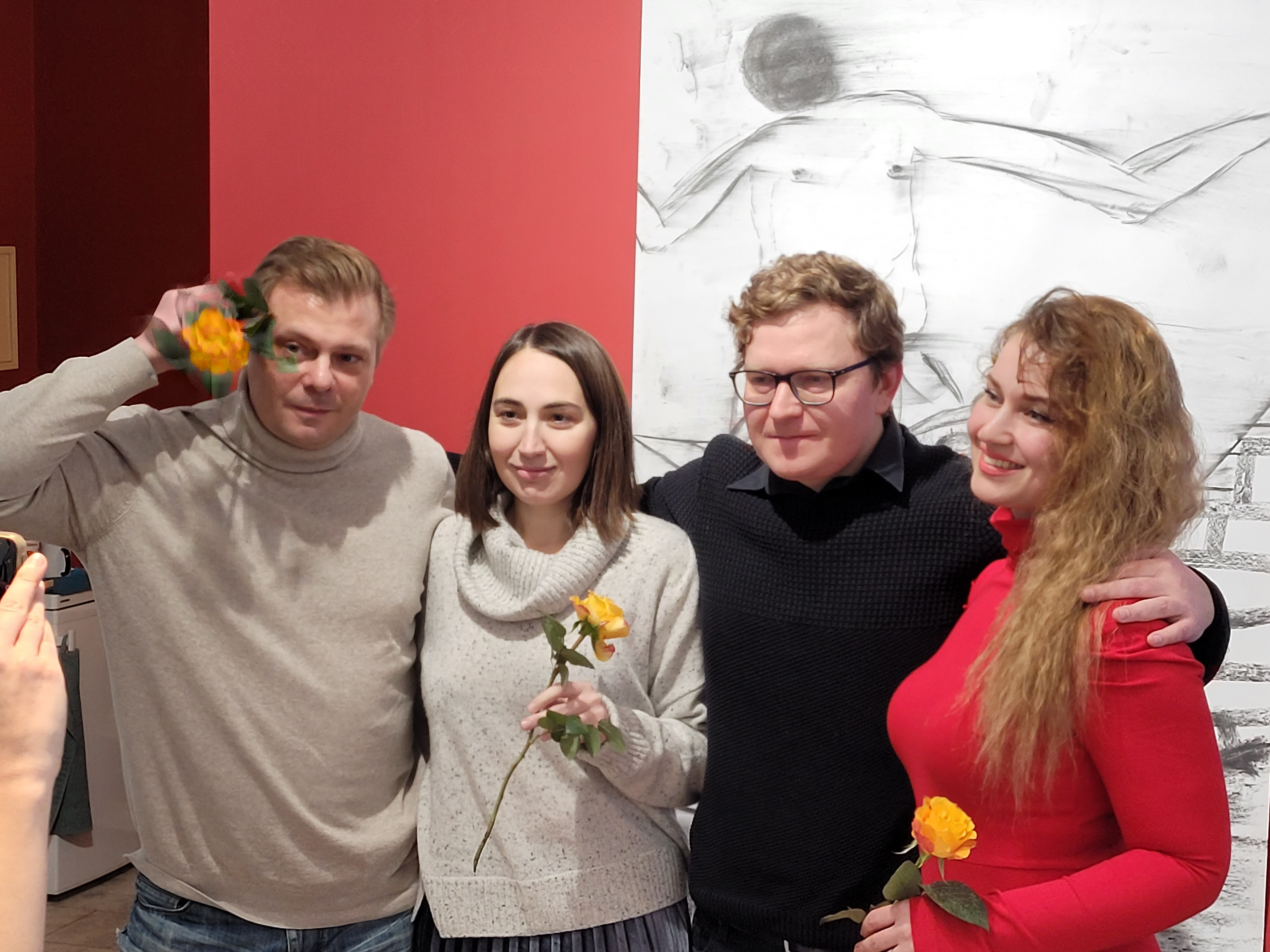
Михаил Шлейхер, Юлия Ефременкова, Даниил Бендицкий, Ульяна Обыночная на чтениях Содружества русскоязычных литераторов Германии (СЛоГ) 9 декабря 2023 года в Берлине

- Член, сопредседатель (с 2019) Содружества русскоязычных литераторов Германии (СЛоГ)[2]

### Писатель
- Шлейхер, Михаил. Экскурсия в бундесвер, или Посторонним в… (Неоконченное эссе) // Неприкосновенный запас. — 1999. — № 6.
- Шлейхер, Михаил. Один день безработного космополита в губернском городе Kiel // Неприкосновенный запас. — 2000. — № 4.
- Шлейхер, Михаил. Юлька // Крещатик. — 2021. — № 3 (93). — С. 232—244.
- Шлейхер, Михаил. Правильные решения // Артикуляция. — 2021. — Октябрь (№ 17).
- Шлейхер, Михаил. Правильные решения // Берлин без маски: Русские рассказы писателей Германии. — М.: Редакция журнала «Иностранная литература», 2021. — С. 71—85. — ISBN 978-5-6047162-2-9.
- Шлейхер, Михаил. Много лет спустя: Послесловие // Берлин без маски: Русские рассказы писателей Германии. — М.: Редакция журнала «Иностранная литература», 2021. — С. 184—187. — ISBN 978-5-6047162-2-9.
- Шлейхер, Михаил. Последнее чудо Вячеслава Анохина: Из цикла «Рассказы строгого реала» (Руслик, Последнее чудо Вячеслава Анохина, Детство Никиты) // Урал. — 2022. — № 8.

### Дизайнер
- Берлин без маски: Русские рассказы писателей Германии / Составители Даниил Бендицкий, Дмитрий Драгилёв; Редактор Дмитрий Драгилёв; Корректор Ксения Жолудева; Предисловие Татьяна Бонч-Осмоловская; Послесловие Михаил Шлейхер; Обложка и макет София Залман, Михаил Шлейхер. — М.: Редакция журнала «Иностранная литература», 2021. — 192 с. — ISBN 978-5-6047162-2-9.